# Zimowa kwatera
Zimowa kwatera (jap. 冬の宿 Fuyu-no Yado) – powieść japońskiego pisarza Tomoji Abe, opublikowana w 1936 roku.
Zimowa kwatera uchodzi za najlepszą powieść Tomoji Abe. Po publikacji z miejsca stała się wydarzeniem literackim, czyniąc z autora jednego z najpoczytniejszych pisarzy lat trzydziestych. Był to nowy typ powieści psychologicznej w stylu behawioryzmu. Ujawniła się w niej po raz pierwszy charakterystyczna cecha twórczości pisarza – intelektualizm.
Utwór zrywał z tendencjami modernistycznymi na rzecz racjonalistycznego ujmowania rzeczywistości. Pisarz ukazał w nim konflikt między humanizmem a dekadencją moralną, szukając jego przyczyn w ówczesnej sytuacji społeczno-politycznej Japonii. W treść utworu włożył swoją wiedzę o życiu intelektualistów japońskich w latach trzydziestych i wiedzę o otaczającej rzeczywistości, która zapowiadała zbliżającą się katastrofę – wojnę.